# Uherský Brod (stacja kolejowa)
Uherský Brod – stacja kolejowa w Uherským Brodzie, w kraju zlińskim, w Czechach. Znajduje się na wysokości 210 m n.p.m.
Na stacji istnieje możliwość zakupu biletów na wszystkiego rodzaju pociągi oraz rezerwacji miejsc. 
Budynek dworca, zdobiony ludowymi motywami regionu Słowacko, zostało w 2016 roku uznany drugim najładniejszym w całej Republice Czeskiej.

## Linie kolejowe
- 341 Staré Město u Uh.Hradiště - Vlárský průsmyk